# Kukulcania hibernalis
Kukulcania hibernalis is een spinnensoort in de taxonomische indeling van de spleetwevers (Filistatidae).
Het dier behoort tot het geslacht Kukulcania. De wetenschappelijke naam van de soort werd voor het eerst geldig gepubliceerd in 1842 door Nicholas Marcellus Hentz.